# Гатинара
Гатинара (итал. Gattinara) је насеље у Италији у округу Верчели, региону Пијемонт.
Према процени из 2011. у насељу је живело 8001 становника. Насеље се налази на надморској висини од 264 м.

## Географија
| Клима (Гатинара)         | Клима (Гатинара) | Клима (Гатинара) | Клима (Гатинара) | Клима (Гатинара) | Клима (Гатинара) | Клима (Гатинара) | Клима (Гатинара) | Клима (Гатинара) | Клима (Гатинара) | Клима (Гатинара) | Клима (Гатинара) | Клима (Гатинара) | Клима (Гатинара) |
| Показатељ \ Месец        | .Јан.            | .Феб.            | .Мар.            | .Апр.            | .Мај.            | .Јун.            | .Јул.            | .Авг.            | .Сеп.            | .Окт.            | .Нов.            | .Дец.            | .Год.            |
| ------------------------ | ---------------- | ---------------- | ---------------- | ---------------- | ---------------- | ---------------- | ---------------- | ---------------- | ---------------- | ---------------- | ---------------- | ---------------- | ---------------- |
| Средњи максимум, °C (°F) | 6,0 (42,8)       | 7,9 (46,2)       | 12,6 (54,7)      | 17,3 (63,1)      | 22,0 (71,6)      | 25,8 (78,4)      | 28,6 (83,5)      | 27,5 (81,5)      | 23,6 (74,5)      | 17,2 (63)        | 11,1 (52)        | 7,2 (45)         | 28,6 (83,5)      |
| Средњи минимум, °C (°F)  | −1,6 (29,1)      | −0,3 (31,5)      | 3,4 (38,1)       | 7,4 (45,3)       | 11,0 (51,8)      | 14,6 (58,3)      | 16,8 (62,2)      | 16,3 (61,3)      | 13,9 (57)        | 8,9 (48)         | 4,1 (39,4)       | 0,2 (32,4)       | −1,6 (29,1)      |
| [ тражи се извор ]       |                  |                  |                  |                  |                  |                  |                  |                  |                  |                  |                  |                  |                  |

## Становништво
| 1931. | 1936. | 1951. | 1961. | 1971. | 1981. | 1991. | 2001. | 2011. |
| ----- | ----- | ----- | ----- | ----- | ----- | ----- | ----- | ----- |
| 5.441 | 5.827 | 6.287 | 8.103 | 9.533 | 9.467 | 8.701 | 8.612 | 8.272 |